# Дешпортіву Рібейра Брава
Клубе Дешпортіву Рібейра Брава або просто Дешпортіву (порт. Clube Desportivo Ribeira Brava) — професіональний кабовердійський футбольний клуб з міста Рібейра Брава, на острові Сан-Ніколау.

## Історія
Команда виграла чемпіонат острову вперше у 1990 році, останнього разу в 2010 році.
Вперше клуб вийшов до національного чемпіонату в той час, коли систему плей-офф ще не започаткували. Клуб вийшов до фіналу і зустрівся з Спортінгом з Праї, клублм з південної частини острову Сантьягу, перший матч завершився нульовою нічиєю, а другий програв з рахунком 1-0, це був найбільший успіх клубу з Рібейри Брава. Наступні три виступи в національних чемпіонатах (в 2004, 2007 і 2010 роках) клуб припинив на стадії групового етапу та більше не виходив до півфіналу

## Досягнення
- Чемпіонат острову Сан-Ніколау: 4 перемоги

1989/90, 2004/05, 2007/08, 2009/10

## Статистика виступів у лігах та чемпіонатах

### НаціональнийЧемпіоншип
| Сезон | Див. | Міс. | Іг. | В | Н | П | ЗМ | ПМ | РМ | О | Примітки    | Плей-офф       |
| ----- | ---- | ---- | --- | - | - | - | -- | -- | -- | - | ----------- | -------------- |
| 2005  | 1A   | 5    | 5   | 0 | 3 | 2 | 4  | 9  | -5 | 3 | Не пробився | Не брав участі |
| 2008  | 1A   | 5    | 5   | 1 | 1 | 3 | 2  | 6  | -4 | 4 | Не пробився | Не брав участі |
| 2010  | 1B   | 5    | 5   | 1 | 1 | 3 | 6  | 12 | -6 | 4 | Не пробився | Не брав участі |

### Острівний Чемпіоншип
| Сезон   | Див. | Міс. | Іг. | В | Н | П | ЗМ | ПМ | РМ | О  | Кубок | Відкритий Чемпіонат | Примітки                           |
| ------- | ---- | ---- | --- | - | - | - | -- | -- | -- | -- | ----- | ------------------- | ---------------------------------- |
| 2004-05 | 2    | 1    | -   | - | - | - | -  | -  | -  | -  |       |                     | Вихід до національного Чемпіоншипу |
| 2007-08 | 2    | 1    | -   | - | - | - | -  | -  | -  | -  |       |                     | Вихід до національного Чемпіоншипу |
| 2009-10 | 2    | 1    | -   | - | - | - | -  | -  | -  | -  |       |                     | Вихід до національного Чемпіоншипу |
| 2013-14 | 2    | 6    | 14  | 4 | 1 | 9 | 15 | 24 | -9 | 13 |       |                     |                                    |
| 2014-15 | 2    | 4    | 13  | 6 | 4 | 3 | 13 | 12 | +1 | 22 |       |                     |                                    |

## Деякі статистичні дані
- Найкраще місце: 2-ге місце (національний чемпіонат)
- Найбільша кількість очок за сезон: 4 (національний чемпіонат) — двічі